# 郵遞型遊戲
郵遞型遊戲 是指任何一種透過傳統郵寄或電子郵寄方式進行玩樂的遊戲。數世紀以前，人們透過郵寄方式下棋（這種方式被稱為通訊型棋藝）。這就是郵遞型遊戲的初型。
另一個著名的例子即是於1960年代中期由John Boardman在紙上遊戲雜誌爱好者杂志上發明的紙上遊戲外交。
多年後，力克．盧美斯於1970年創立的Flying Buffalo公司倡導了一種由電腦程式輔助或控制的複雜郵遞型遊戲。美國其中一間家用遊戲開發者Stormfront Studios開發了一個名為Quantum Space的遊戲：這是第一個用電郵進行，並經由大型在線服務伺服器進行玩樂的郵遞型遊戲。遊戲於1989年經由美國在線服務公司推出市面。
在外國，若以遊戲的媒介進行劃分，有以下幾大類型︰
- PBM - 郵遞型遊戲 (Play By Mail)
- PBeM - 經過電子郵件傳遞的郵遞型遊戲 (Play By e-Mail)
- FTF - 與其他玩家直接面對面進行玩樂的遊戲 (Face To Face)
- PBI / PBW - 互聯網遊戲(Play By Internet, PBI or Play By Web, PBW)

在這些例子中，遊戲可以由人手、電腦程式或兩者的互相結合來進行的。
由於《Gaming Universal》及第一本集中於郵遞型遊戲的專業雜誌－－《旗艦》的出現，郵遞型遊戲在1980年代達到高峰。（另一本較早出現的雜誌－－Nuts & Bolts of PBM即是第一本全面覆蓋郵遞型遊戲的出版作品。）當時很多領導市場的主流遊戲雜誌都刊登《Gaming Universal》的出版人及總編輯博．麥拉恩的文章，令郵遞型遊戲再度推向高峰。不久後，《旗艦》收購了《Gaming Universal》的海外版權，令《Gaming Universal》成為了郵遞型遊戲界刊物的領導者。
由基斯．夏維及 Nick Palmer(現在的英國國會議員)所創立《旗艦》現在仍然廣受大眾歡迎。
在1990年代的後期，經由實體郵遞的郵遞型遊戲雖然被電腦遊戲及互聯網遊戲所邊緣化，但這種實體郵遞的活動仍然活躍於全球，目前大約擁有2000-3000名郵遞型遊戲的追隨者。

## 實體郵遞型遊戲
實體郵遞式遊戲 的產生，是建基於地理層面上被分隔的遊戲者希望一齊進行玩樂的想法。這種遊戲方式特別適用於一些居住於不同地區而遊戲的口味比較獨特的人們。
例如兩個遊戲者在實體郵遞式遊戲中下棋，遊戲者會輪流互相傳送自己的行動給對方。多人實體郵遞式遊戲如外交，由一個中央遊戲管理者遊戲主持者主持遊戲。他收到玩家的行動並會把各玩家的行動於遊戲刊物，例如zine中公佈出來。當然這些刊物的內容不只是單純包含著遊戲。

由於電腦伺服器可以於同一時間容納數以千計的潛在遊戲者，郵遞型遊戲的商業市場也因而開始增長。玩家會被分流到並聯的遊戲中，以保持每一個遊戲中的玩家數目在一個合理的水平。而遊戲亦會緊接著前一局的結束而重新開始。主持遊戲的中央處理公司會負責處理玩家的行動，把結果經電子郵件傳送給玩家。玩家亦會由遊戲公司的電郵中得知其他玩家的電郵地址，以方便玩家之間直接聯絡及進行遊戲方面的交涉。每一輪的行動會於一、二個星期內被處理，一些更高級的遊戲更可持續玩樂超過一年。
遊戲的主題亦有很大的範圍，由以歷史或真實的事件，至個別的小說或虛構的世界都可以作為遊戲主題的基礎。
由於電腦所控制的郵遞型遊戲的出現，像Legends (PBM)，人類控制的郵遞型遊戲無可避免地被其推向遊戲工業中的非盈利區域。

### 遊戲技巧
郵遞型遊戲的技巧，是要求玩家在行動前小心思考及計劃。因為玩家只能將計劃好的行動固定的頻率以郵遞提交(像數天一次，或者數星期一次)，所以玩家行動的數目會比實時遊戲的為少。因此，玩家可以準備廣泛的資源，包括遊戲援助、地圖以及上一回合的結果去協助計劃下一回合的行動。有些時候使用這些資源去計劃行動，可能需要數個小時才能成功計劃一個回合的行動。
每一回合的行動的遞交方法是透過填寫行動記錄卡。行動記錄卡上已編排了填寫區域供玩家(以編碼的形式)登錄他們已計劃好的下一回合行動。在遊戲規定下，玩家只允許進行有數目限制的舉動，部份的舉動甚至會消耗玩家在遊戲中的資源（換句話說，玩家於遊戲中的舉動越多，效率就會越低）。
玩家在卡上登錄他們的行動時，意味著每一個命令將按照玩家填寫的次序一個接著一個地執行。當登錄好行動卡後，玩家會把卡郵寄（如在現代會把行動電郵）給中央操縱者遊戲主持者，而中央操縱者將會處理卡上的行動，並持有行動記錄卡直至下一個回合的開始。中央操縱者才會把卡發還玩家進行下一個回合的行動登錄。
當一定數量玩家的行動記錄卡被遊戲操縱者收集並同時處理後，玩家的行動及結果將會於同一時間在遊戲中顯示出來。由於這個原因，玩家之間的合作就會變得很難完成。例如玩家甲於下一輪行動移往玩家乙現在所處的位置，並和玩家乙合作進行某些事情，但玩家乙於下一輪行動中卻移往玩家甲現在所處的位置。因此，行動出來的結果有時會與已遞交的計劃有所不同。無論結果如何，遊戲主持者均會傳回遊戲卡給玩家以供研究，並作為下一輪行動的基礎（通常附有一張新的空白行動記錄卡）。
當以單調的每局遊戲式（每局遊戲的時間均是己知及有限制的）遊玩時，資源會以結帳式消耗，而更多的遊戲是會採用每輪成本式去限制玩家的行動。在這個基礎上，每一次的行動將會消耗一定數目的行動點數，而行動點數將會有週期性的補充以延續遊戲。亦有一些遊戲實行多樣收費式，玩家可付出更多的成本來實行附加的行動，或增加每一輪的行動數目。
一些角色扮演的郵遞式遊戲會包含著玩家可以以自由文字的形式描述角色的行動的原素。其效果及效力會以遊戲中央操縱者的裁決，例如批准或部分批准作基礎。這樣可以以更多的複雜性支出和金錢性支出，去增加玩家的彈性，不只規限於平常的行動。

## 電郵型遊戲
實體郵遞型遊戲隨著互聯網世界的起飛而被電郵型遊戲及遊戲網站所取代。郵遞式遊戲與流行的大型多人在线角色扮演游戏（MMORPG）是有所不同的。大部分的多人式的網絡遊戲，玩家必須同時在線。但由於郵遞型遊戲中的反應並非即時性的，所以玩家可選擇任何時間進行遊玩。如Crimson Fields是一个开源的郵遞型遊戲。所以郵遞式遊戲亦可稱為行動型遊戲，及後更由電郵發展至網絡論壇進行遊戲。

## 經過互聯網遊玩
隨著時間的前進，郵遞型遊戲，變成電郵型遊戲，再發展至於網站上、網絡論壇上，MSN中進行遊戲。電郵型遊戲中，當輪到玩家行動時，將會收到電子郵件的提示，但一些以互聯網瀏覽器為基礎的遊戲，玩家必須回到遊戲的網頁以繼續遊戲。這種以互聯網瀏覽器為基礎的遊戲的最主要優點是可以以圖像顯示遊戲，並以一個交互式的介面引導玩家作出行動。由於電子通知只是負責提示玩家輪到他們行動，因此這些通知可以只是通過即時信息來傳遞。
某些網頁容許玩家可以看到每個玩家的行動來擴大了這種遊戲的模式。這樣當每個玩家在線並活躍時，可以容許了實時遊戲的出現，但比較慢的進程卻不能出現實時遊戲。

## 並見
- Correspondence chess
- 外交
- 網絡文字角色扮演遊戲
- 角色扮演遊戲
- 災害管理

## 外部連結
遊戲網站: 
- Greg Lindahl's PBM & PBEM List （页面存档备份，存于）
- RPG Library's PBeM News （页面存档备份，存于）
- PBeM2.0 （页面存档备份，存于）
- Fernspiel.de (in German) （页面存档备份，存于）
- Richard's Abstract PBeM Server （页面存档备份，存于）
- Russian PBeM Server

相關文章: 
- FAQ: Play by email (PBEM) role-playing games （页面存档备份，存于）
- Play By Email (PBEM) Players （页面存档备份，存于）
- Tips For Setting Up PBeMs （页面存档备份，存于）
- 10 PBeM Etiquette Tips For Beginner Players （页面存档备份，存于）
- Comparing Play By Email (PBeM) With Other RPGs （页面存档备份，存于）
- Maintaining An Online PBeM Game （页面存档备份，存于）